# فاکوندو مدینا
فاکوندو مدینا (انگلیسی: Facundo Medina؛ زادهٔ ۲۸ مهٔ ۱۹۹۹) بازیکن فوتبال اهل آرژانتین است.
از باشگاه‌هایی که در آن بازی کرده‌است می‌توان به باشگاه فوتبال لانس اشاره کرد.
وی همچنین در تیم‌های ملی فوتبال زیر ۲۰ سال آرژانتین، زیر ۲۳ سال آرژانتین، و آرژانتین بازی کرده‌است.
وی در مسابقات کشوری و بین‌المللی در مجموع برندهٔ ۱ مدال طلا شده‌است. جام جهانی